# Amy Nixon
Amy Nixon (n. 29 septembrie 1977, Saskatoon, Saskatchewan, Canada) este o avocată ce a reprezentat Canada, medaliată olimpică. A participat la o ediție a Jocurilor Olimpice (2006) în care a câștigat o medalie de bronz.

## Participări
Lista de mai jos prezintă principalele competiții la care a participat Amy Nixon de-a lungul carierei.
- Curling ai XX Giochi olimpici invernali[*]